# Antílops
El nom antílop (o antilop) es dona globalment a tots individus que pertanyen a diversos gèneres, i a qualque artiodàctil, no bòvid, com és el cas de l'antílop americà. De les 90 espècies d'antílop distribuïdes en 30 gèneres, unes 15 estan en perill. Els antílops tenen en comú les formes elegants i esveltes, les dimensions petites o mitjanes i un tipus de vida propi. Tenen les potes llargues i primes, acabades en dits fins protegits per peülles. El coll és allargat. Tenen banyes caviformes, ben desenvolupades en els mascles i més petites o absents en les femelles. L'antílop és un mamífer herbívor. Són animals nocturns. Els antílops tenen, en general, un dimorfisme sexual acusat.

## Espècies i distribució
Viuen en regions desèrtiques, estepes i sabanes, sovint en grups de diversos individus. Qualque espècie habita l'Àsia, però la gran majoria viu a l'Àfrica, especialment a la part oriental, on són protegits amb el propòsit d'evitar-ne l'extermini. Si bé s'ha introduït l'antílop blackbuck en els Estats Units amb el propòsit de fer "caceres exòtiques", una activitat molt comuna a Texas, no hi ha un vertader antílop nadiu d'Amèrica, i l'"Antílop pronghorn" dels Grans Plans pertany a la família Antilocapridae. Als boscs occidentals d'Àfrica també hi podem trobar qualque espècie d'antílops així com subspècies i races locals, basades en les diferències de color i d'estructura de les banyes. A part dels antílops anomenats així justament (antílop negre, antílop africà, etc.), cal considerar també com a antílops l'addax, el bongo o bocerc, el cob, el congoni, el cudú. El blesbok o damalisc, els dic-dics, els duikerbok, les gaseles, el guerenuc, l'impala o pal·la, lonòtrag, el niala, el nilgau, els nyus, l'orango, els òrinxs, la saiga, el steenbok i el springbok o antílop saltador. També hauríem d'esmentar com a noms d'antílops l'antílop africà (Taurotragus oryx, un antílop de gran mida; l'antílop americà (Antrocapra americana) remugant, l'única espècie actual de la família dels antilocàprids; l'antílop aquàtic (Kobus allipsiprymus), un antílop gros amb banyes llargues de la regió compresa entre Somàlia i el riu Limpogo, molt semblant al K. defassa del Senegal i est d'Àfrica fins a Rhodèsia; l'antílop-cavall (Hippotragus equinus), un antílop de gran dimensions, de Mesopotàmia, Aràbia i Etiòpia; l'antílop-cavall negre (Hippotragus niger) molt semblant a l'antílop-cavall; anomenat també egòcer; l'antílop impala: impala; l'antílop nan: nom que es dona a diversos gèneres (Oreotragus, Dorcatragus, etc.) de petites dimensions que habiten a Àfrica; l'antílop negre (Antilope cervicapra) d'uns 80 cm d'alçada i dimorfisme sexual molt acusat; l'antílop reial (Neotragus Pygmaeus), un petit antílop de la mida d'una llebre, que viu a Guinea, Nigèria i Costa d'Or, també anomenat neòtrag.

## Taxonomia
En general es pot dir que els antílops són artiodàctils, és a dir mamífers terrestres amb membres xònics i unglots, que pertanyen als cérvols i afins. Les 171 espècies actuals d'artiodàctils s'agrupen en els subordres dels suïns i els remugants. Els remugants presenten dents de tipus hipodont, tenen un parell de canines superiors o no en tenen cap, les incisives superiors o les canines (semblants a les incisives) es troben separades per un diastema; les molars són de tipus selenodont i l'estómac presenta diverses cambres. L'aliment, després d'estar a la primera cambra, torna a la boca on és mastegat per segona vegada. Els remugants es poden dividir en dos grups els tilòpodes i els pècors. Els pècors inclouen una gran diversitat d'espècies: pràcticament tots els remugants vivents. Les seves extremitats només toquen a terra pels dos dits centrals recoberts distalment per unglots (els laterals més curts, solen conservar-se). Els molars són del tipus selenodont, com ja s'ha esmentat. Els cervoïdeus agrupen formes amb cranis amb defenses cobertes de pell (com en el cas dels giràfids) o banyes no recobertes que es renoven periòdicament (cèrvids).

## Comportament

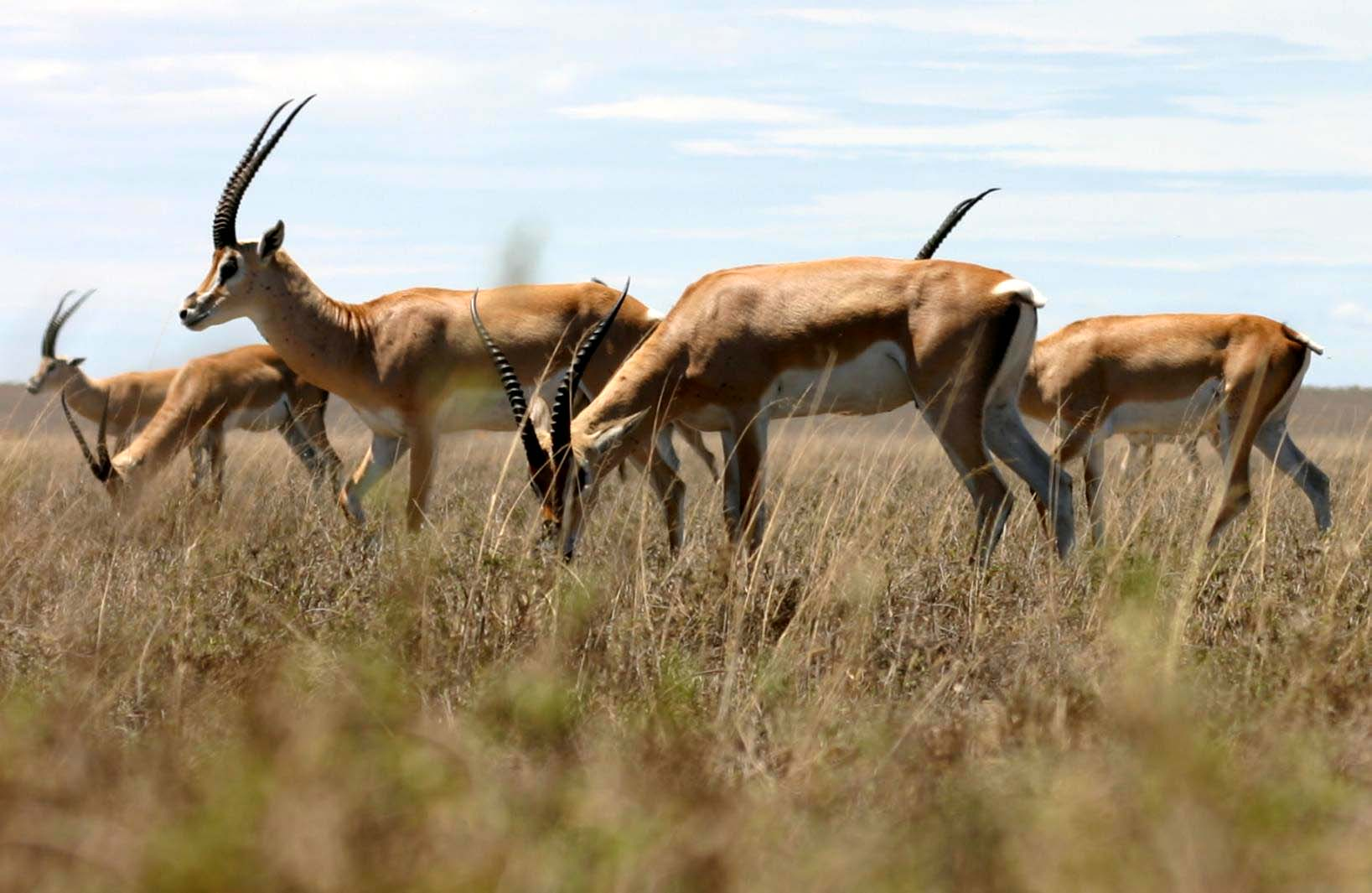
Les gaseles habiten a les grans planes i fugen en apreciar el perill.

Amb un aliment que no es mou, els antílops (igual que altres herbívors) no necessiten una gran intel·ligència. De totes maneres, necessiten ser capaços de reaccionar davant la presència de depredadors, per tant tenen tendència a ser corredors ràpids. Són àgils (poden executar corregudes ràpides) i tenen una bona resistència (Poden córrer durant un temps). Això són avantatges quan són perseguits per depredadors saltadors com el lleopard o el guepard que és l'animal terrestre més ràpid, però que es fatiga aviat.
Les diferents espècies tenen un comportament diferent en presència de depredadors, i aquestes diferències s'associen a l'hàbitat. Qualque espècie dels boscos oberts s'ajeu fins al darrer minut i llavors bota enèrgicament. Les espècies de les planes, com les gaseles, no tenen aquesta oportunitat i han de fugir ràpidament quan el predador s'acosta. Les reaccions varien segons les espècies dels depredadors i el seu comportament. Per exemple, les gaseles poden no fugir d'un lleó fins que està a uns 200 metres—els lleons cacen per sorpresa, sovint a l'aguait, un que pot ser vist clarament és improbable que ataqui. De totes maneres els lleopards que depenen de l'arrencada ràpida poden causar les gaseles fugin a una distància d'uns 800 metres.
Les espècies del forest, bosc o dels llocs on hi ha molts d'arbusts tenen tendència a ser sedentaris, però moltes de les espècies de les planes emprenen àrdues migracions. Aquestes migracions fan que les espècies per poder menjar herba segueixin les pluges. Els nyus i les gaseles d'Àfrica de l'est fan algunes de les migracions més impressionants i massives de tots mamífers.

## Estat de conservació
Unes 25 espècies estan classificades per la UICN com a en perill d'extinció, com ara la gasela dama i la niala de muntanya. També hi ha diverses subespècies en perill d'extinció, com ara l'antílop sabre gegant i la gasela mhorr (una subespècie de la gasela dama). Els principals problemes per a aquestes espècies són la pèrdua d'hàbitat, la competència amb el bestiar pel pasturatge i la caça de trofeus.
El txiru o antílop tibetà és caçat per la seva pell, que s'utilitza en l'elaboració de llana shahtoosh, utilitzada en xals. Atès que la pell només es pot treure dels animals morts, i cada animal produeix molt poc de la pell peluda, s'han de matar diversos antílops per fer un sol xal. Aquesta demanda insostenible ha provocat un descens enorme de la població d'aquesta espècie.
La saiga és caçada per les seves banyes, considerades afrodisíaques per algunes cultures. Només els mascles tenen banyes, i han estat tan caçats que alguns ramats contenen fins a 800 femelles per un mascle. L'espècie ha mostrat un fort descens i està en perill crític d'extinció.